# Редлих, Амалия

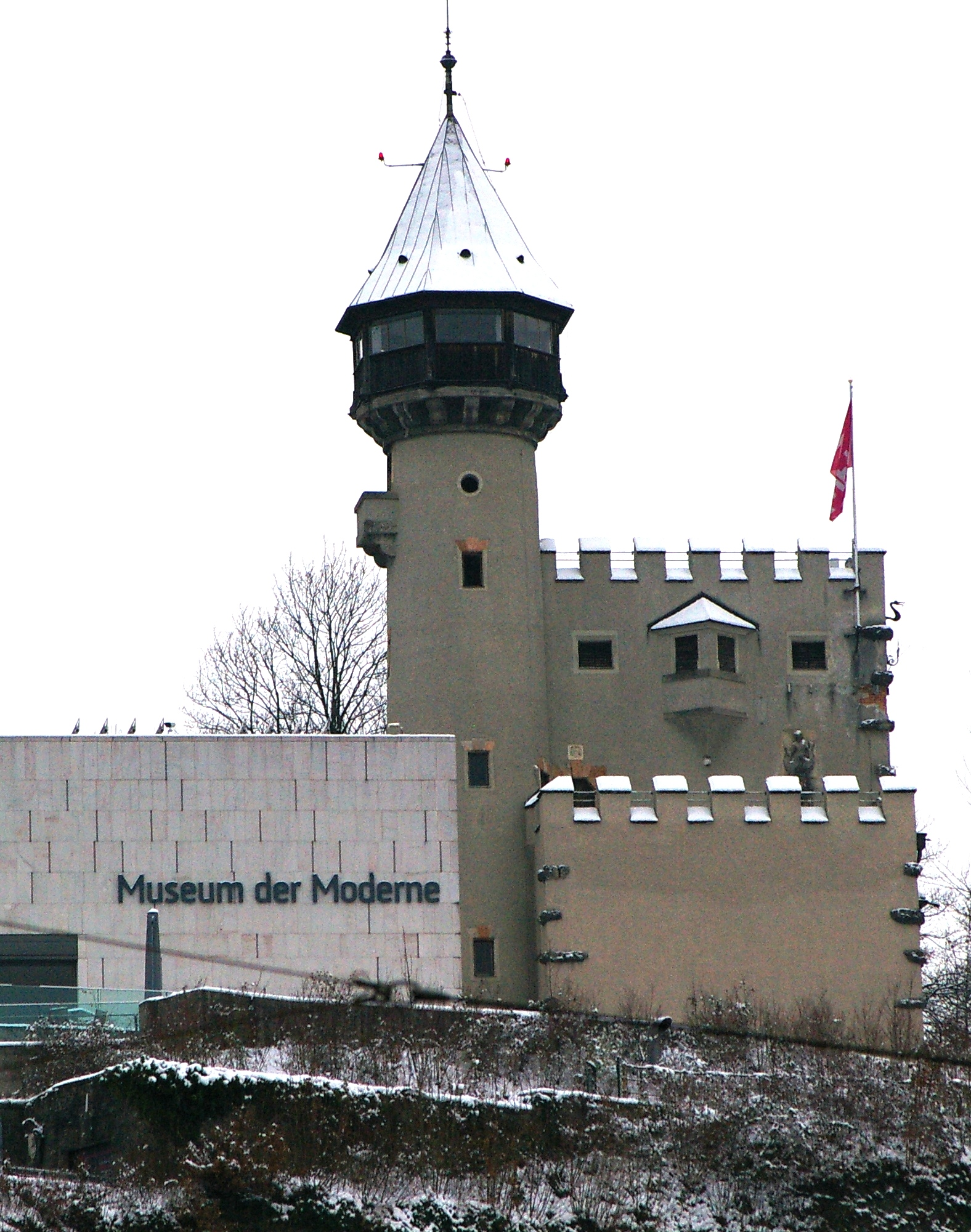
Башня Амалии Редлих. Музей «Лентос». Зальцбург

Амалия Ре́длих (нем. Amalie Redlich, урожд. Цукерка́ндль (нем. Zuckerkandl); 1868, Будапешт — 1941, Лодзь, Вартеланд) — представительница венского семейства Цукеркандлей, коллекционер искусства. Имя Амалии Редлих получило известность в Австрии в связи с реституцией конфискованных у неё после аншлюса Австрии художественных ценностей в пользу внука Георга Йориша (1928—2012) в 2010 и 2011 годах.

## Биография
Амалия родилась в семье Леона и Элеоноры Цукеркандлей. Приходилась сестрой промышленнику и коллекционеру искусства Виктору Цукеркандлю, урологу Отто Цукеркандлю, юристу и экономисту Роберту Цукеркандлю и анатому Эмилю Цукеркандлю. В 1893 году Амалия вышла замуж за Юлиуса Рудингера, в этом браке родилась дочь Матильда. В 1901 году супруги развелись, и Амалия вышла замуж за невропатолога Эмиля Редлиха.
После смерти брата Виктора и его супруги Паулы Цукеркандль Амалия Редлих унаследовала в 1927 году долю в Пуркерсдорфском санатории и переехала на находящуюся на его территории виллу. В 1935 году в Пуркерсдорф переехали разведённая дочь Матильда Йориш с внуком Георгом Йоришем. По наследству от брата Амалия Редлих получила также несколько картин: пейзажи Густава Климта «Литцльберг на Аттерзе» и «Церковь в Кассоне» и картину Фердинанда Георга Вальдмюллера «По дороге в школу». В 1939 году зять Амалии Редлих Луис Йориш отсудил себе права на сына и вместе с ним бежал в Бельгию. Амалия Редлих с дочерью Матильдой остались в Пуркерсдорфе. Летом 1939 года Пуркерсдорфский санаторий был конфискован. Амалии и Матильде разрешили остаться жить в пристройке. В 1941 году их депортировали в Лодзь, где они погибли в концентрационном лагере. После депортации Амалии Редлих её художественная коллекция была вывезена гестапо, в 1941 году два пейзажа Климта выкупил арт-дилер Фридрих Вельц. «Церковь в Кассоне» была продана в 1945 году частному лицу. «Литцльберг на Аттерзе» Вельц обменял на произведение из фонда Зальцбургской земельной галереи, в 1982 году он перешёл в фонд современной галереи и графического собрания «Рупертинум» — ныне музея «Лентос».
В 1947 году Луис Йориш вернулся в Вену и безуспешно вёл поиски имущества тёщи Амалии Редлих. Внук Амалии Георг в 1950-е годы уехал в Канаду. В конце 1990-х годов он продолжил поиск исчезнувших картин. В рамках «частной реституции» в 2010 году он вернул себе пейзаж «Церковь в Кассоне». В 2011 году земля Зальцбург приняла решение о возврате пейзажа «Литцльберг на Аттерзе» из фондов музея «Лентос» наследнику законной владелицы. Стоимость пейзажа оценивалась в 25 млн долларов. В благодарность за быструю реституцию без бюрократических проволочек Георг Йориш пожертвовал крупную сумму на реконструкцию музейного строения — водонапорной и смотровой башни на горе Мёнхсберг. С 2014 года это здание носит имя «башня Амалии Редлих». Картину Вальдмюллера Георг Йориш выкупил из частной коллекции и подарил Монреальскому музею изящных искусств в благодарность городу за радушный приём после Второй мировой войны.

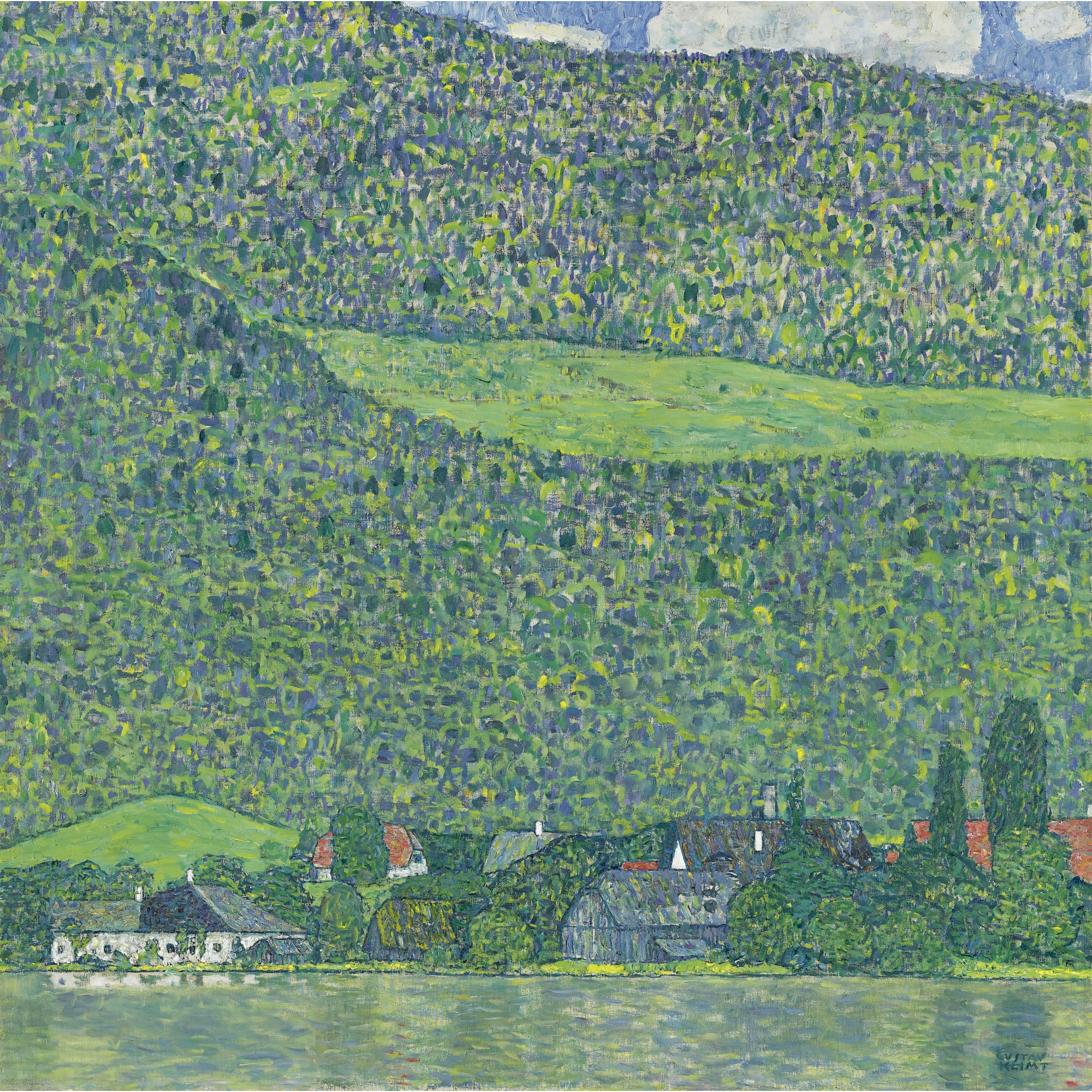
Густав Климт. Литцльберг на Аттерзе. 1914—1915
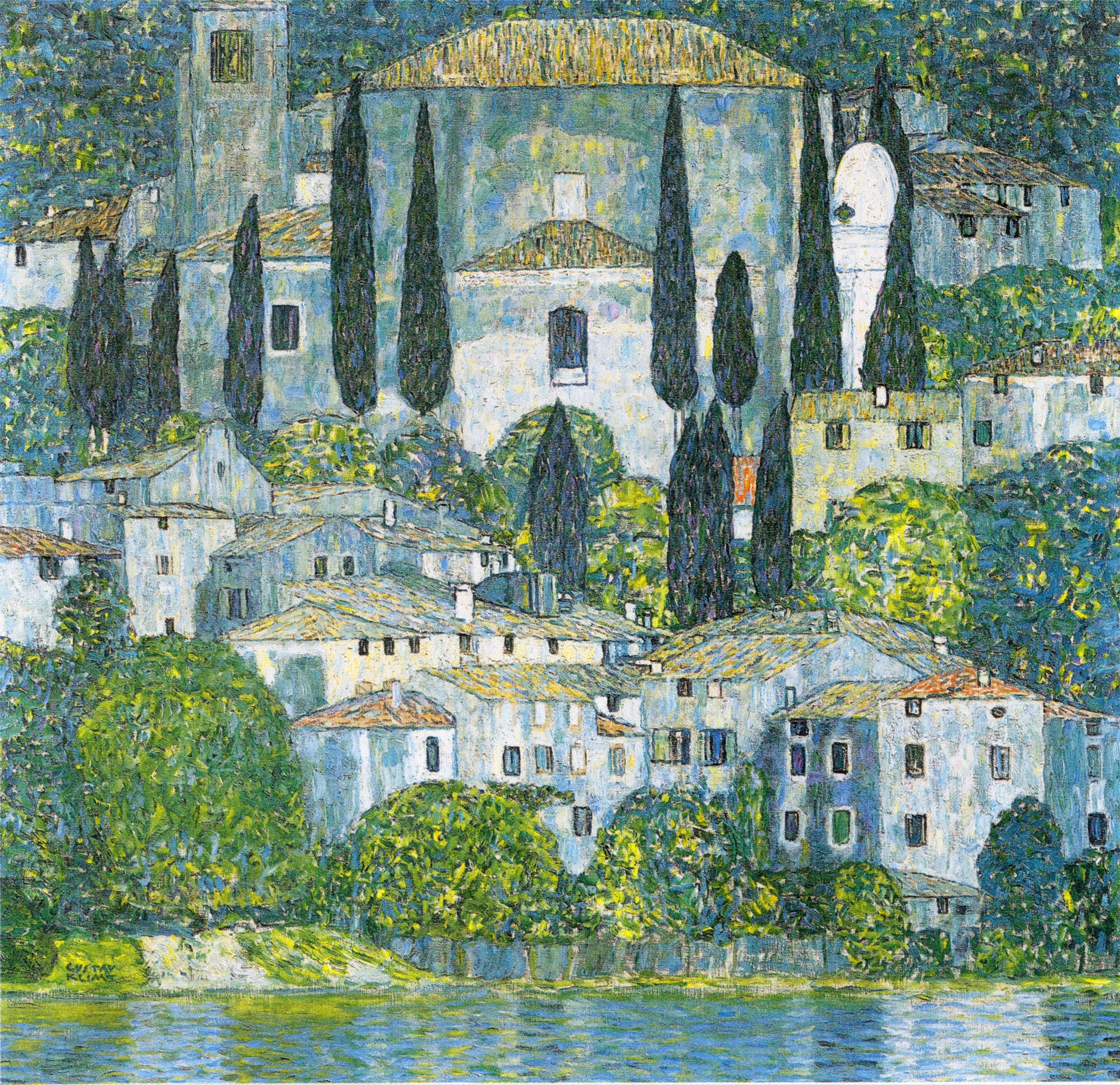
Густав Климт. Церковь в Кассоне. 1913
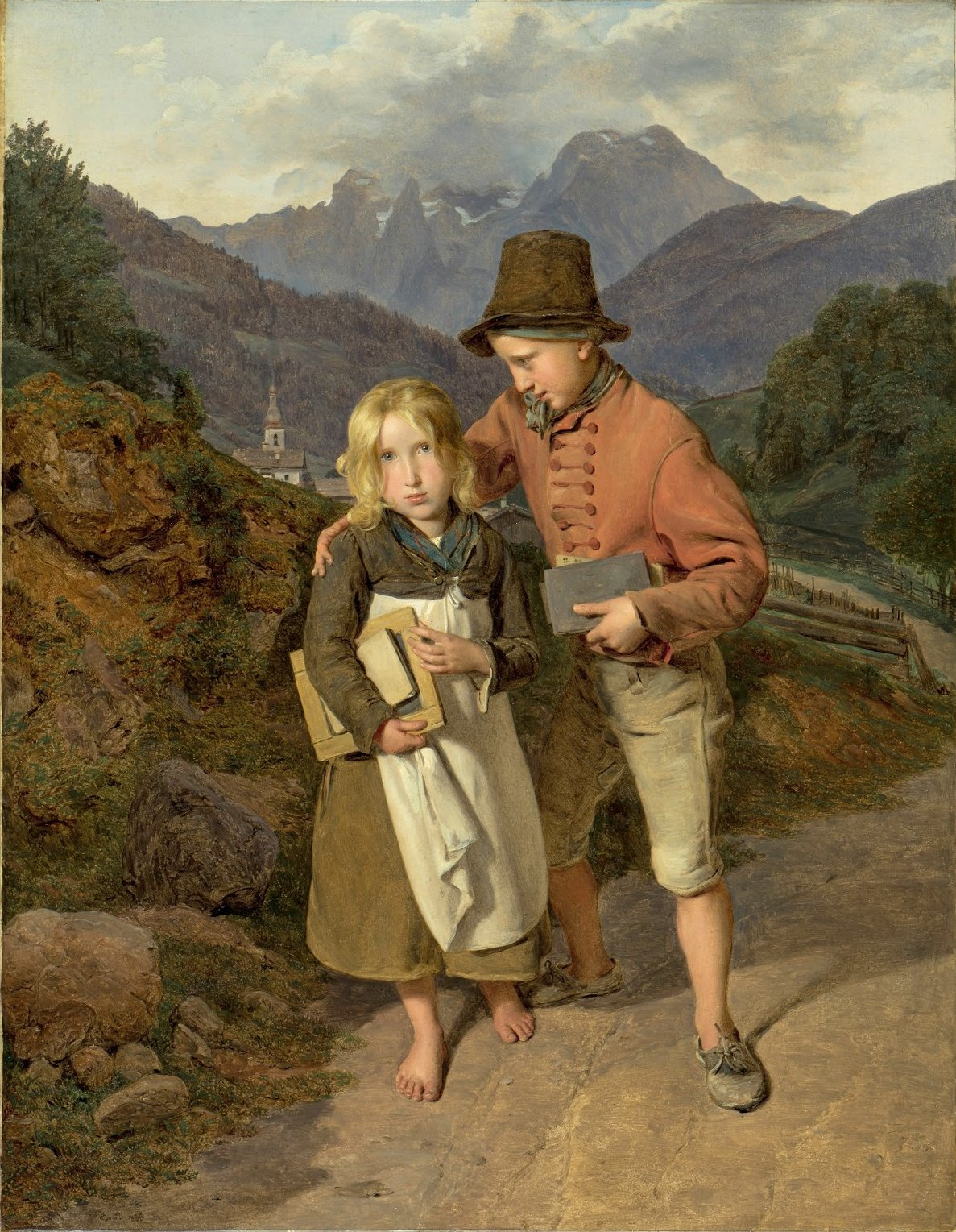
Фердинанд Георг Вальдмюллер. По дороге в школу. 1836. Монреальский музей изящных искусств